# نورمان كاترين
نورمان كاترين (بالإنجليزية: Norman Catherine)‏ هو فنان ورسام جنوب أفريقي، ولد في 1949.